# Pantages Theatre
Pantages Theatre (dawniej znany jako RKO Pantages Theatre) – budynek położony w Hollywood przy ulicy Hollywood Boulevard, 6233. Został zaprojektowany przez architekta Priteca i był ostatnim teatrem zbudowanym dla Pantagesa. Został otwarty 4 czerwca 1930 roku. W latach 1949–1959 odbywały się tutaj ceremonie wręczenia Oscarów.

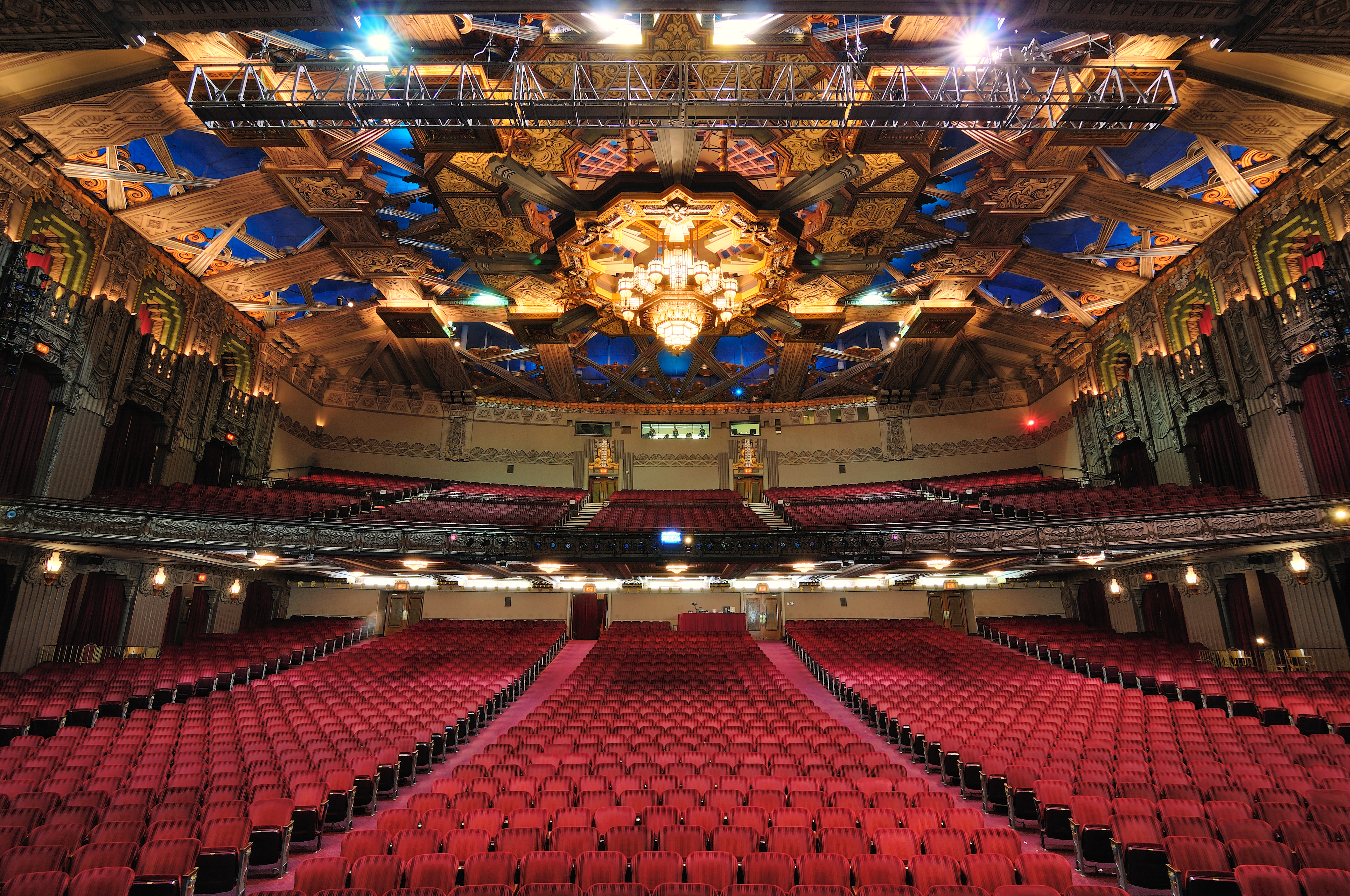
Wnętrze Pantages Theatre

Pantages Theatre wpisano na listę zabytków Los Angeles i oznaczono w niej numerem 193.